# Olga Zoubareva
Olga Valentinivna Zoubareva (en russe : Ольга Валентиновна Зубарева ou en ukrainien : Ольга Валентинівна Зубарева, parfois retranscrit en Olha Zubarieva), née le 7 août 1958 à Tachkent (RSS d'Ouzbékistan), est une ancienne handballeuse soviétique puis ukrainienne.
Avec l'équipe nationale soviétique, Olga Zoubareva est championne olympique en 1980 et championne du monde en 1982. Â plus de 36 ans, elle participe également au Championnat d'Europe 1994 avec l'Ukraine.
En club, elle évolue au Spartak Kiev avec lequel elle remporte notamment 6 fois la Coupe d'Europe des clubs champions et 9 titres de championne d'URSS.

## Palmarès

### En équipe nationale
Jeux olympiques
- Championne olympique en 1980 à Moscou

Championnats du monde
- Championne du monde en 1982
- Vice-championne du monde en 1978

Championnats d'Europe
- 11e place au Championnat d'Europe 1994 avec  Ukraine[2]

### En club
Compétitions internationales
- vainqueur de la Coupe des clubs champions (6) : 1977, 1979, 1981, 1983, 1985, 1986

Compétitions nationales
- vainqueur du Championnat d'URSS (9) : 1977, 1978, 1979, 1980, 1981, 1982, 1983, 1984, 1985
- vainqueur de la Coupe d'URSS (1) : 1977